# チロル伯
チロル伯（チロルはく、ドイツ語: Grafen von Tirol、イタリア語: Contea del Tirolo）またはティロル伯は、中世から近代にかけて存在した貴族の称号である。中世盛期から1918年にかけて、オーストリア西部からイタリア北部に存在したチロル伯領を治めた領主が名乗っていた。

## 概要
チロルという名は、イタリア北部ボルツァーノ県の都市メラーノ近郊のチロル城に由来し、伯爵位を持つ一族がこの城を拠点にしたのがチロル伯の始まりである。その後13世紀半ばのチロル伯アルベルト3世の時代に領土が大方確定し、結果この領域がチロル地方として定着した。伯位はアルベルト3世の没後イタリア、フリウリ地方のゲルツ家に渡り、マインハルト2世の治世でそれまで主君であったブリクセン司教とトレント司教からの独立を果たした。男系の断絶が原因となって、1364年に伯位がゲルツ家最後のチロル女伯マルガレーテの娘婿であるハプスブルク家のルドルフ4世に渡ると、その後はナポレオン戦争の一時期を除いて1918年のオーストリア=ハンガリー帝国崩壊までハプスブルク家及びハプスブルク＝ロートリンゲン家が伯位を保持し続けた。

## 歴史

### チロル家
オットー1世の戴冠以来イタリア遠征が典礼として定着した10世紀以降、レッシェン峠やブレンナー峠があってアルプス山脈縦貫の要となっていたチロルは、歴代の神聖ローマ皇帝の寄進によって聖界諸侯の領土へと徐々に組み込まれ、世俗権力から切り離されていった。
しかし膨大する領土を維持しかねた聖界諸侯は封土として世俗諸侯に領土を分配し、1096年にはチロル家の祖にあたるアルベルト1世が、ボルツァーノ県西部のフィンシュガウ伯領の統治をトレント司教から任された。その後12世紀を通じて、ほとんどがブリクセン司教とトレント司教の宗主権下にあったチロルは宗主権を残しつつも世俗化し、世俗領主の勢力伸長による混乱が広がった。同世紀半ばには、アルベルト1世の息子であるアルベルト2世とベルトルト1世の統治下でチロル城の改修が行われ、勢力を拡大していく中で名がチロル伯へと改められて、13世紀にはトレント司教を中心にレッシェン・ブレンナー両峠以南を治めるようになった。
このときのチロルは、イン川流域である北チロルとボルツァーノ県東部のプステリア渓谷を治めるアンデクス伯、南チロルの多くを治めるチロル伯によってほとんど二分されていたが、1248年にアンデクス伯家の男系が断絶すると、娘のエリーザベトを同家に嫁がせていたチロル伯アルベルト3世がその領土を併合してチロル伯領は概ね現在の形となり、結果この領域がチロル伯領として定着した。
しかし、アルベルト3世自身にも男子がなく、1253年にアルベルト3世が亡くなるとチロル家は断絶した。

### ゲルツ家
ゲルツ家は、イタリア、フリウリ地方のゴリツィアを12世紀から1500年まで治めたゲルツ伯の称号を持つ一族で、プステリア渓谷とルルンガウ(現在の東チロル)にも領土を有していた。
アルベルト3世の死後、チロル伯領北側のイン川流域はアルベルト3世の長女エリーザベトの夫でバイエルン公国系貴族のヒルシュベルク伯が獲得し、それ以外の地域は次女アーデルハイトの夫であったゲルツ伯マインハルト1世の所領となった。
その息子であるマインハルト2世は1271年にそれまで共同統治していた弟のアルベルト2世とチロル=ゲルツ伯領を分割して単独のチロル伯となり、ヒルシュベルク伯から領土の買収を段階的に進めながら宗主ブリクセン、トレント両司教の領土の吸収も進め、行政の改革を行うなどチロル伯領の統一に動いた。その後トレント司教から貨幣鋳造権を獲得したことで独立した領邦としての実質を確立し、チロル伯領を再統一したマインハルト2世は、ハプスブルク家初の神聖ローマ皇帝ルドルフ1世を一貫して支援し、その恩賞として1286年には両司教同様に宗主であったバイエルン公国から完全に切り離され、チロル伯を帝国諸邦へと昇格させ、マインハルト2世自身もケルンテン公位を与えられた。
1295年にマインハルト2世が亡くなると、チロル伯領はケルンテン公国と共にマインハルト2世の3人の子による共同統治となったが、そのうちルートヴィヒとオットー3世の2人が早世したためその後はハインリヒ6世の単独統治となった。しかしハインリヒ6世はボヘミア王位を巡る争いで内政を疎かにし、チロル伯領の弱体化を招いてバイエルン公国からの再介入を受けた。さらにハインリヒ6世には男子がなく、無事成人したのは娘のマルガレーテただ1人だったため、ハインリヒ6世は皇帝ルートヴィヒ4世に掛け合ってチロル伯領の女系相続を認めさせ、1330年にはルクセンブルク家のボヘミア王子ヨハン・ハインリヒとの婚姻を成立させた。
1335年にハインリヒ6世が亡くなると、マルガレーテはチロル女伯となって統治を始めたが、17歳という若さの女性君主の体制は当時脆弱なものであった。そのため、マルガレーテの婚約を自家ヴィッテルスバッハ家と行うことを想定して承認を出した皇帝ルートヴィヒ4世とチロルへの関心が高かったハプスブルク家のアルブレヒト2世からの干渉を受け、チロル=ゲルツ伯領は南チロルの一部を残して北チロルはヴィッテルスバッハ家領だったバイエルン公国に、南チロルの大部分とケルンテン公国はハプスブルク家に併合された。これに対してルクセンブルク家が異を唱えて、後に皇帝カール4世となるモラヴィア辺境伯カレルがプラハから出兵し、チロル伯領での戦争は約1年続いた。
しかし結婚当初から折り合いの悪かったヨハン・ハインリヒをマルガレーテは1341年にチロル伯領から追放し、翌1342年には婚姻の無効を主張して皇帝ルートヴィヒ4世の息子ルートヴィヒ5世と再婚した。これが婚姻を秘跡として司っていたローマ教皇庁と教皇クレメンス6世の怒りを買い、同時期にチロル伯領で自然災害が相次いだこと、バイエルンからの干渉への不安もあってチロルの民衆の警戒が高まっていたことから、ルートヴィヒ5世は領邦の自由及び統一についての保障を特許状によって宣言した。
マルガレーテとチロル伯領を巡る混乱は続き、ルクセンブルク家のカレルによる出兵は何度も行われ、とりわけ1347年の出兵はチロル城包囲の帰途に南チロルのボーツェンとメラーンを焼き払うなど苛烈であった。この混乱がある落ち着くには、アルブレヒト2世による教皇庁への幾度とない再婚承認の働きかけ、1355年のルートヴィヒ4世廃位とカール4世の皇帝就任による対立の軟化によるマルガレーテとカール4世の和解、そして1359年の教皇庁による再婚の承認と、幾つもの段階を踏まなくてはならなかった。
マルガレーテとルートヴィヒ5世の4人の子のうち、無事に成長した唯一の子マインハルト3世に、長年夫婦の立場を擁護してきたハプスブルク家はアルブレヒト2世の後継者であるルドルフ4世の妹マルガレーテ・フォン・エスターライヒを嫁がせ、さらにマインハルト3世の男系子孫が絶えた場合にチロル伯位をハプスブルク家に委譲することを取り決めさせた。そして1363年にマインハルト3世が不慮の死を遂げると施政はハプスブルク家が掌握、翌1364年に皇帝カール4世がチロル伯位の委譲を承認し、同年にマルガレーテがチロル女伯を退位したことでチロル伯はゲルツ家からハプスブルク家のルドルフ4世へと渡った。マルガレーテはその後ウィーンに蟄居させられ、1369年に亡くなった。

### ハプスブルク家
ルドルフ4世が亡くなるとその後のハプスブルク家は統制を欠いて家内騒動が続発し、1379年にはノイベルク条約が結ばれてオーストリア公と神聖ローマ皇帝位を継承したアルブレヒト3世に始まるアルブレヒト系と、シュタイアーマルク公、ケルンテン公、クライン公、チロル伯などを継承したレオポルト3世に始まるレオポルト系に分裂した。さらに1411年、レオポルト3世の所領はレオポルト3世の子エルンストとフリードリヒ4世によって分割され、チロル伯はスイスの所領と共にフリードリヒ4世が継承した。
フリードリヒ4世の子ジギスムントはブリクセン司教の勢力を削ぎ、チロルに隣接するフォアアールベルクのブレゲンツ伯を併合するなど勢力を拡大した。内政でも、チロル統治の拠点をインスブルックに定めて後に州都となる礎を築き、1477年に貨幣鋳造所をメラーンから銀山のあるシュヴァーツに近いハルへ移してチロルの繁栄を招いた。しかし晩年は奢侈に耽溺し、チロル伯領をバイエルン公への抵当に入れるなどしてチロル伯位のハプスブルク家からの逸失の危機を招いたため、1487年にジギスムントはチロルの等族議会でチロル伯位を廃され、1490年には他のハプスブルク家領を統一していた皇帝フリードリヒ3世の子マクシミリアン1世がチロル伯としてインスブルックに入った。
マクシミリアン1世はチロルの豊かな鉱産資源を財源に経済を改革し、ジギスムント時代の財政を是正してバイエルン公への借金を完済した。その後もチロルの改革を進め、皇帝即位の翌1494年、ビアンカ・マリア・スフォルツァとの結婚を機にインスブルックを皇帝の居城とした。1500年には男系が断絶したゲルツ家の領土を併合し、東チロルがチロル伯領へと組み込まれて現在のチロルの概念が完成した。
その後チロル伯は代々ハプスブルク家が世襲し、チロル伯領は高い忠誠心と勇猛な軍隊で知られるようになる。オスマン帝国やイタリア諸国との戦争を主として活躍し、スペイン継承戦争中の1703年には、バイエルン選帝侯国軍15,000がローゼンハイムから進軍して北チロルのクフシュタインを陥落させ、インスブルックを無血開城させたのに対し、オーストリア本軍が撤退した後もチロルの義勇軍は戦闘を続けた。イン川流域では領民が蜂起して占領軍を撃退して7月26日にはインスブルックを奪回し、ブレンナー峠では南チロルの義勇軍がフランス・バイエルン連合軍を阻んだ。こうした領民の功績に対し、翌1704年にレオポルト1世は、権限が軽視されて廃れつつあった等族議会をチロル伯領でのみ召集して応え、レオポルト1世の次男カール6世の代に召集された等族議会はチロルでの2回のみであるなど、チロル伯領の領民に対してハプスブルク家の君主は格別の対応をとっていた。

### ハプスブルク＝ロートリンゲン家
カール6世の娘でハプスブルク家の男系最後の君主マリア・テレジアが1780年に亡くなると、マリア・テレジアと夫のフランツ1世の子ヨーゼフ2世がハプスブルク家の爵位を継承し、家名は両親の家名を合わせた「ハプスブルク＝ロートリンゲン家」となった。
ナポレオン戦争が始まってイタリア戦役でオーストリア軍が敗走し、1797年にマントヴァが陥落すると、フランス共和国軍はフリウリを経由してチロルからウィーンを目指した。このときもオーストリア本軍はチロルから撤退していたが、義勇軍は南チロルの小村シュピンゲスでフランス軍と戦い、その後数日間の散発的な戦闘によってフランス軍を撤退させた。
しかし1805年の第一次オーストリア戦役でオーストリアがフランス帝国に大敗すると、プレスブルクの和約によってチロルはバイエルンへと割譲された。これをうけて1806年1月、チロル伯領の等族はチロル伯領従来の国制維持をバイエルン王マクシミリアン1世に要望して、国制の維持が約束されたが、同年5月に発布されたバイエルン王国憲法は等族議会を始めとする旧来の国制を廃止する内容であったため反発を招き、1809年3月に旧来の国制ではチロル伯領外での兵役義務がないにもかかわらず徴兵が始まると、徴兵のためのバイエルン兵が民衆に襲撃される事件が発生するほどに不満が高まった。
同年4月9日、オーストリアが再びフランスに宣戦布告して第二次オーストリア戦役が始まると、チロルの領民が蜂起して12日にはインスブルックを占領し、13日にはブレンナー峠で鎮圧のためのフランス軍を退けた。しかしバイエルンに侵攻したオーストリア本軍の敗走でフランスによる掃討作戦が実施され、シュヴァーツを始め北チロルの集落が焼き払われてインスブルックも陥落し、義勇軍は南チロルに逃れた。そこでアンドレアス・ホーファーが義勇軍の指揮をとるようになり、5月25日にフランス軍が北チロルから撤兵したのを見計らってインスブルックを奇襲して再占領に成功した。
一連の報を聞いたオーストリア皇帝フランツ1世は29日の親書で領邦を守り抜いた領民の功績を称え、チロル伯領がオーストリア帝国に属することと、今後チロル伯領を他国に割譲しないことを約束したが、同年7月6日にヴァグラムの戦いで敗れたオーストリアは停戦交渉に入らなくてはならなくなり、12日にはチロルの再割譲を盛り込んだツナイム停戦条約に署名した。チロルの義勇軍の抵抗はその後も半年に渡って続いたが、シェーンブルンの和約の締結でチロルの割譲が確定し、翌1810年2月20日にアンドレアス・ホーファーが処刑されたことで瓦解した。最終的なチロルのオーストリア復帰は、1814年のウィーン会議を待たねばならなかった。
民族主義と民主主義の高まりを受けて起こった1848年革命では、ウィーンでの革命運動によって宮廷が逃れた場所がインスブルックであり、チロルの義勇軍はイタリア民族統一を掲げて南チロルへの侵入を試みたサルデーニャ王国軍を撃退した。第一次世界大戦でもイタリアに対しチロルでの決定的な勝利を与えることはなかった。しかし、大戦で疲弊したオーストリア=ハンガリー帝国が1918年に瓦解し始めると、同年10月30日にはチロル伯領を含む帝国のドイツ人地域がドイツ=オーストリアの国家成立を宣言し、チロル伯の称号は実体を失った。そしてカール1世が11月11日にドイツ=オーストリア政府に対してその所領の全てを放棄したことで、チロル伯の称号はオーストリア皇帝号とともに公的性格を喪失した。未回収のイタリアとしてイタリアがロンドン条約で請求していた南チロルは1919年9月10日のサン・ジェルマン条約で割譲され、チロル伯領は領域としての一体性さえ喪失した。
しかしカール1世は退位を認めなかったため、公的性格を喪失した後もその称号は使われ続けた。カール1世が1922年に亡くなると、長男のオットーがハプスブルク＝ロートリンゲン家の家督を継いで称号を継承し、家の復権を目標として行動したが、1961年、オーストリア帰国を求める代償として帝位請求権を放棄した(ハプスブルク危機)ことでオーストリア皇帝号は消失し、同時にチロル伯号も消失した。

## 歴代のチロル伯

### チロル家
- (フィンシュガウ伯アルベルト1世 1100頃)
- アルベルト2世 1141以前-1165
- ベルトルト1世 1141以前-1180
- ハインリヒ1世 1180-1190
- アルベルト3世（英語版） 1200頃-1253

### ゲルツ家
- マインハルト1世 1253-1258
- マインハルト2世 1258-1295
- ルートヴィヒ 1295-1305 (オットー3世、ハインリヒ6世と共同統治)
- オットー3世（英語版） 1295-1310 (1305年までルートヴィヒ、ハインリヒ6世と、その後はハインリヒ6世と共同統治)
- ハインリヒ6世 1295-1335 (1305年までルートヴィヒ、オットー3世と、1310年までオットー3世と共同統治)
- マルガレーテ 1335-1364

### ルクセンブルク家
- ヨハン・ハインリヒ 1335-1341 (マルガレーテと共同統治)

### ヴィッテルスバッハ家
- ルートヴィヒ5世 1342-1361 (マルガレーテと共同統治)
- マインハルト3世 1361-1363 (マルガレーテと共同統治)

### ハプスブルク家
- ルドルフ4世 1364-1365
- アルブレヒト3世 1365-1379 (レオポルト3世と共同統治), 1386-1395
- レオポルト3世 1365-1386 (1379年までアルブレヒト3世と共同統治)
- レオポルト4世 1396-1411 (1406年からフリードリヒ4世と共同統治)
- フリードリヒ4世 1406-1439 (1411年までレオポルト4世と共同統治)
- ジギスムント 1439-1490
- マクシミリアン1世 1490-1519
- カール5世 1519-1521
- フェルディナント1世 1521-1564
- フェルディナント2世 1564-1595
- ルドルフ2世 1595-1608
- マティアス 1608-1619
- レオポルト5世 1619-1632
- フェルディナント・カール 1632-1662
- ジギスムント・フランツ 1662-1665
- レオポルト1世 1665-1705
- ヨーゼフ1世 1705-1711
- カール6世 1711-1740
- マリア・テレジア 1740-1780

### ハプスブルク＝ロートリンゲン家
- ヨーゼフ2世 1780-1790
- レオポルト2世 1790-1792
- フランツ1世 1792-1805, 1814-1835
- フェルディナント1世 1835-1848
- フランツ・ヨーゼフ1世 1848-1916
- カール1世 1916-1918 (1918-1922 私的称号)
- オットー・フォン・ハプスブルク (1922-1961 私的称号)